# Аква Вирго
Аква Вирго (на латински: Aqua Virgo; на италиански: Acqua Vergine – „Вода на девицата“) е един от 11-те антични акведукта в Рим.
Античният акведукт е с дължина 21 km. Постоянно е реставриран и до днес захранва с вода фонтана ди Треви, а също и фонтан Баркача на площад Испания и фонтана на Четирите реки на площад Навона.
Аква Вирго, шестият римски акведукт, е открит през 19 пр.н.е. от консула Марк Випсаний Агрипа, за да снабдява с вода термите на Агрипа на Марсово поле. Според преданията, девойка посочила на Агрипа и войниците му извор с чиста вода, намиращ се на 13 km от града (точно тази сцена е изобразена на една от скулптурните групи над фонтана ди Треви). Вероятно обаче името на акведукта произлиза предимно от чистата и свежа вода на извора.
С падането на Римската империя акведуктът запада и чак при папа Адриан I през 13 век е възстановено водоснабдяването. На 16 август 1570 г. е открит възстановеният акведукт Acqua Vergine.